# Drosophila eleonorae
Drosophila eleonorae este o specie de muște din genul Drosophila, familia Drosophilidae, descrisă de Tosi, Martins, Vilela și Guido Pereira în anul 1990. Conform Catalogue of Life specia Drosophila eleonorae nu are subspecii cunoscute.